# 新卡利切韋
47°11′42″N 31°2′1″E / 47.19500°N 31.03361°E
新卡利切韋（烏克蘭語：Новокальчеве）是位於烏克蘭西南部的村莊，由敖德萨州贝雷济夫卡区的新卡利切韋市鎮負責管轄，並為該市鎮的行政中心。該村始建於1899年，面積0.71平方公里，海拔高度92米，2001年人口516，人口密度每平方公里730.88人。